# Les Mousquetaires
Les Mousquetaires (deutsch: Die Musketiere) ist die Dachmarke der französischen Unternehmensgruppe ITM Entreprises S.A. mit Sitz in Bondoufle, Département Essonne, der mehrere rechtlich selbständige Einzelhandelsunternehmen angehören. Das Unternehmen ist heute (Stand: Oktober 2023) neben seiner Heimat Frankreich auch in Belgien, Polen und Portugal vertreten.

## Geschichte

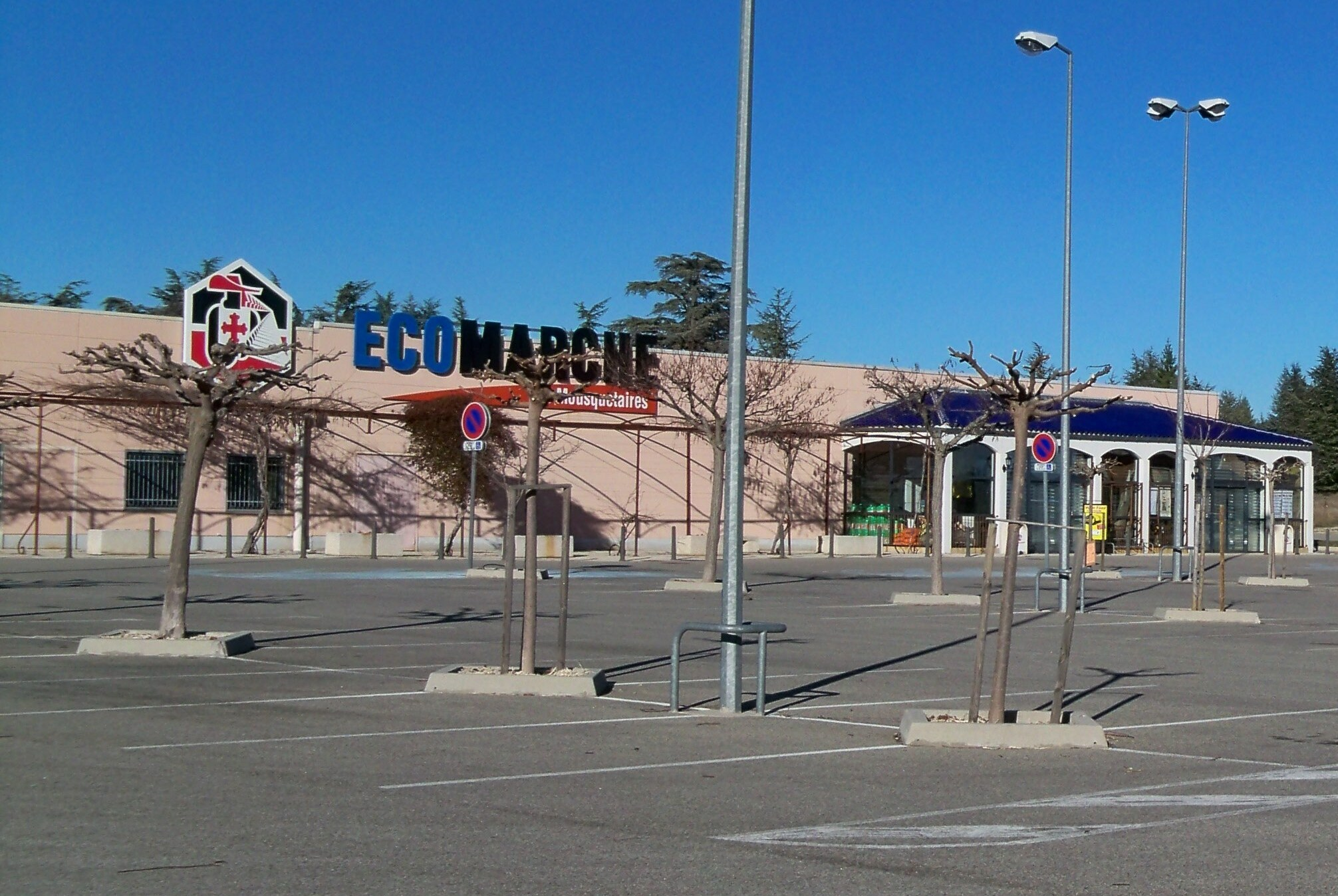
Ecomarché in Sault (Vaucluse), im Jahr 2010. An seiner Stelle steht heute ein neu errichteter Intermarché Contact.

Schriftzug des Logos von InterEx, der im Balkan für Intermarché genutzte Name

### Gründung und frühe Entwicklung (1969–1987)
Die Ursprünge der Unternehmensgruppe gehen auf einen Disput innerhalb des Unternehmens E.Leclerc zurück. Unter Führung von Jean-Pierre Le Roch teilten 92 Mitglieder der Kette, ihrem Vorstand Édouard Leclerc 15. September 1969 mit, dass sie aus der Kette austreten würden. Die Märkte formierten sich als Ex (Eigenschreibweise: EX) unter der neu gegründeten Ex-Offices de distribution. 1973 wurde der Name Intermarché etabliert. Zum Ende des gleichen Jahrzehnts entstanden die erste Baumärkte der Kette. Der erste Bricomarché getaufte Markt wurde am 21. November 1979 in Châteaudun im Département Eure-et-Loir eröffnet. Um weitere Geschäftsfelder zu erschließen, wurde die Marke Stationmarché (heute Roady) ins Leben gerufen. Die ersten auf Autoreparaturen und Autozubehör ausgelegten Werkstätten bzw. Geschäfte eröffneten ab 1982, der erste Standort am 1. April 1982 in Saint-Marcel im Département Eure. Die ersten Vêtimarché genannten Bekleidungsgeschäfte eröffneten ab 1985.

### Beginn der internationalen Expansion (1987–1999)
Ende der 1980er-Jahre startete die internationale Expansion. So entstand 1988 der erste Intermarché Spaniens. Sowohl nach Belgien, als auch Portugal expandierte man 1991. Im belgischen Mourscron entstand der erste Intermarché des Landes, in Portugal wählte man anfangs noch den abgewandelten Namen Intermercado für die Eröffnung in Cacém. Nach Italien expandierte man ab 1995, ebenfalls mit Intermarché. Auch eine Expansion nach Deutschland erfolgte. Im badischen Lörrach wurde am 29. August 1995 der bundesweit erste Intermarché, mit einer Verkaufsfläche von 1.000 m² eröffnet. Als Tochtergesellschaften wurden die Intermarché Deutschland GmbH und die ITM Warenhandelszentrale Deutschland GmbH gegründet. Während man im August 1996 einen Rückzug aus Deutschland noch dementierte, wurde Mitte November 1996 die Schließung des Marktes zum 30. November des gleichen Jahres verkündet. Der erste Ecomarché Portugals wurde 1995 in Moimenta da Beira eröffnet, zwei Jahre später folgte der erste Ecomarché Belgiens in Assesse. Im selben Jahr expandiert man nach Polen (erste Eröffnungen in Zielona Góra, Leźno und später in Głogów). Ebenfalls 1997 wurde ITM Entreprises S.A. über ihre Schweizer Tochter Intercontessa AG Mehrheitsaktionär bei der deutschen SPAR Handels AG. Daraus entstand die Nr. 1 im europäischen Lebensmittelhandel. Mit ITM bildete Spar für den Zentraleinkauf die Schweizer Agenor AG. Mit der Eröffnung des ersten Discounters unter dem Namen CDM erschloss man 1991 in Frankreich ein weiteres Geschäftsfeld. Der Hauptsitz in Bondoufle konnte 1998 bezogen werden. Im gleichen Jahr konnte der erste Bricomarché Portugals gefeiert werden, sowie die landesweit 100. Filiale von Intermarché, die in Torres Novas eröffnete. Die Expansion in andere Länder wurde 1999 fortgesetzt, als man mit der Vertriebslinie Intermarché auf den Balkan expandierte. Die dort eröffneten Märkte hießen abweichend Interex (Eigenschreibweise: InterEX). Der erste Markt entstand im bosnischen Sarajevo.

### Entwicklung ab der Jahrtausendwende (2000–2008)
Zum 3. Januar 2000 übernahm die ITM Sud-Ouest, die Niederlassung, die für den Südwesten Frankreichs zuständig war, 32 der 37 in der Region bestehenden Topco-Filialen von der Groupe Nougien, die im Département Corrèze ansässig war. Nach damaligen Planungen sollten von den Märkten 20 Standorte auf Ecomarché, drei auf CDM und je ein Standort auf Intermarché und Logimarché umgeflaggt werden. Im Mai desselben Jahres wurden vier von der deutschen Spar als Regiemärkte geführte Eurospar-Filialen in Hamburg und Norderstedt zu Pilotmärkten umgestaltet und am 16. Mai 2000 als Intermarché neueröffnet. Langfristiges Ziel war die Umflaggung aller Eurospar-Märkte auf Intermarché. In Polen eröffnete 2000 der erste Bricomarché-Standort. Die Gruppe gehörte ab 2002 der internationalen Einkaufskooperation Alidis/Agenor, mit Sitz in Genf an, zudem folgte mit der Eröffnung in Ploiești der Markteintritt in Rumänien. Zur gleichen Zeit zog man sich aus Italien zurück, fünf der sechs Intermarché-Märkte, mit Verkaufsflächen zwischen 700 und 1.400 m², wurden von Carrefour übernommen und umgeflaggt. Im selben Jahr begann man auch in Deutschland mit dem Verkauf der eigenen Eurospar- und Intermarché-Märkte. Im Oktober 2002 betrieb man 150 deutsche Intermarché-Standorte. Durch Abgabe an Spar-Einzelhändler, Konkurrenten oder durch Schließungen wurde das Filialnetz im ersten Halbjahr 2003 um 110 Eurospar- und Intermarché-Märkte bereinigt. Bis Mitte 2004 sollten die restlichen Standorte verkauft oder geschlossen sein. Bereits am 7. Oktober 2003 eröffnete der erste portugiesische Vêtimarché in Beja. Nur ein Jahr später eröffnete man den ersten Interex-Markt in Serbien. 2005 wurde ITM Alleineigentümer der nunmehrigen SPAR Handelsgesellschaft mbH. Die 1.073 Filialen beider Netto-Ketten wurden 2004 an die Muttergesellschaft ITM verkauft und blieben somit im Unternehmensverbund. Per 12. September 2005 verkaufte ITM die Spar, Netto Marken-Discount sowie die 25 % Anteile an Netto an die Edeka.

### Rückzug aus anderen Ländern und weitere Entwicklung (2009–)
2009 wurde ein neues Logo eingeführt. Im gleichen Jahr verkaufte man 112 der 140 französischen sowie die portugiesischen Vêti-Bekleidungsmärkte an die Association Familiale Mulliez, die die Kette Kiabi betreibt. Zudem verkaufte man im Juni 2009 die 53 spanischen Standorte an das Unternehmen Bon Preu, das vor allem in Katalonien aktiv ist. In Frankreich konnte man Ende 2011 die 20 südfranzösischen Filialen der Altis-Gruppe, die gemeinsam von der spanischen Eroski-Gruppe und Carrefour betrieben wurden, übernehmen. 2012 wurden die Märkte in Rumänien (Schließung aller zehn Filialen am 15. November 2012), 2014 im Kosovo sowie in Bosnien und Herzegowina abgestoßen. 2015 wurde der Verkauf der serbischen Filialen bekannt, die nach Zustimmung des Kartellamts im Januar 2016 an die Handelskette Aman verkauft wurden. Die Märkte in Serbien wurden daraufhin auf Inter Aman (Eigenschreibweise: INTER AMAN) umgeflaggt. Zum 30. September 2019 wurden die 78 französischen Poive Rouge-Restaurants an die Gruppe La Boucherie verkauft. Das Geschäftsjahr 2022 konnte in Belgien mit einem Umsatz von 825 Millionen Euro und 1.862 beschäftigten Mitarbeitern abgeschlossen werden. In der gleichen Berichtsperiode belief sich der Umsatz in Portugal auf 2,93 Milliarden Euro, während man 14.000 Mitarbeiter beschäftigte. In Polen wurde der Umsatz auf 2,087 Milliarden Euro beziffert, 13.700 Menschen waren dort für die Unternehmensgruppe tätig. Im Januar 2022 wurde der Kauf der belgischen Mestdagh-Gruppe publik. Das Unternehmen war Franchisenehmer bei Carrefour und betrieb 86 Filialen in Wallonien. Der Kauf wurde zum 3. Januar 2023 wirksam, die Märkte flaggten am Folgetag auf Intermarché um. Zum 30. September 2023 wurde die Übernahme von 58 der 61 in einer ersten Tranche gekauften Casino-Filialen in Frankreich abgeschlossen. Von den 58 Märkten sollen 44 auf Intermarché und die restlichen 14 auf Netto umgeflaggt werden. Eine Wiedereröffnung der Standorte ist um den 16. Oktober 2023 geplant. Die Géant-Casino-Filiale in Pontarlier soll dabei als erste auf Intermarché umflaggen. Außerdem übernahm man Anfang Oktober 2023 zehn Baumärkte und drei Gartencenter der Groupe Albert, die sich im Süden Frankreichs befinden und als Tridôme Bricolage und Tridôme Jardinerie flaggen.

## Vertriebslinien

### Intermarché

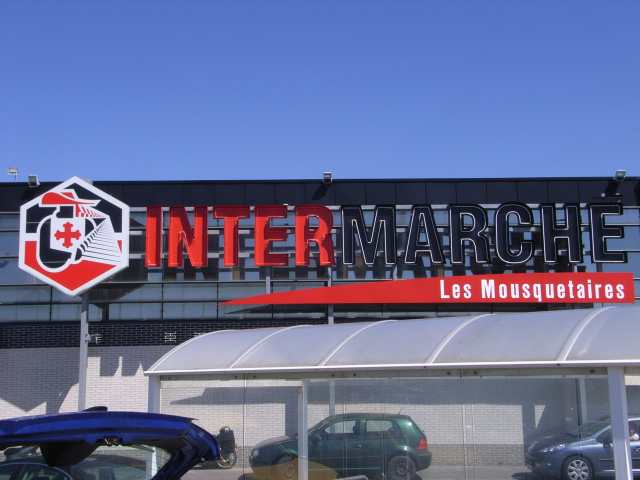
Intermarché-Markt mit ehemaligem Logo in Frankreich

Die 1969 gegründete Vertriebslinie Intermarché ist der Kern der Gruppe. Unter dem Namen werden sowohl Super-, Verbraucher-, als auch Hypermärkte betrieben. Seit 2010 bestehen in Frankreich vier verschiedene Vertriebslinien, die sich in der Verkaufsfläche und dem angebotenen Sortiment unterscheiden:
- Intermarché Express: Kleinere Märkte, vor allem in Innenstadtlagen mit einer durchschnittlichen Verkaufsfläche von 300 bis 1.200 m²[5][39]
- Intermarché Contact: Vollsortimenter in ländlichen Gebieten mit einer durchschnittlichen Verkaufsfläche von 500 bis 1.200 m²[5][39]
- Intermarché Super: Supermärkte, mit Fokus auf Frische-Sortimente, mit einer durchschnittlichen Verkaufsfläche von 1.200 bis 3.500 m²[5][39]
- Intermarché Hyper: Hypermärkte, die neben Lebensmitteln auch Non-Food-Artikel führen, mit einer durchschnittlichen Verkaufsfläche von 3.500 bis 6.700 m²[5][39]

In Belgien betreibt man Märkte mit einer durchschnittlichen Verkaufsfläche von 400 bis 899 m² als Intermarché Compact, als Intermarché Super flaggen Märkte ab 900 bis 2.700 m² Verkaufsfläche. Heute (Stand: Oktober 2023) bestehen Intermarché-Standorte neben Frankreich (1.860 Märkte) auch in Belgien (77 Märkte), Polen (189 Märkte) und Portugal (260 Märkte).

### Le Relais des Mousquetaires
Le Relais des Mousquetaires wurde 1989 als Convenience-Läden mit Waren für den täglichen Bedarf in ländlichen Regionen gegründet.

### Netto
Als Netto werden Discountmärkte des Unternehmensverbunds bezeichnet, die 1991 als Comptoir des Marchandises (dt.: Warentheke) erstmals eröffneten. Der Name Netto und das Logo wurden 2001 von der deutschen Tochter Netto Marken-Discount adaptiert. Die Märkte befinden sich ausschließlich in Frankreich, eine zwischenzeitlich erfolgte Expansion nach Portugal wurde nicht fortgeführt und die Märkte dort wieder umgeflaggt.

### Bricomarché, Brico Cash und Bricorama

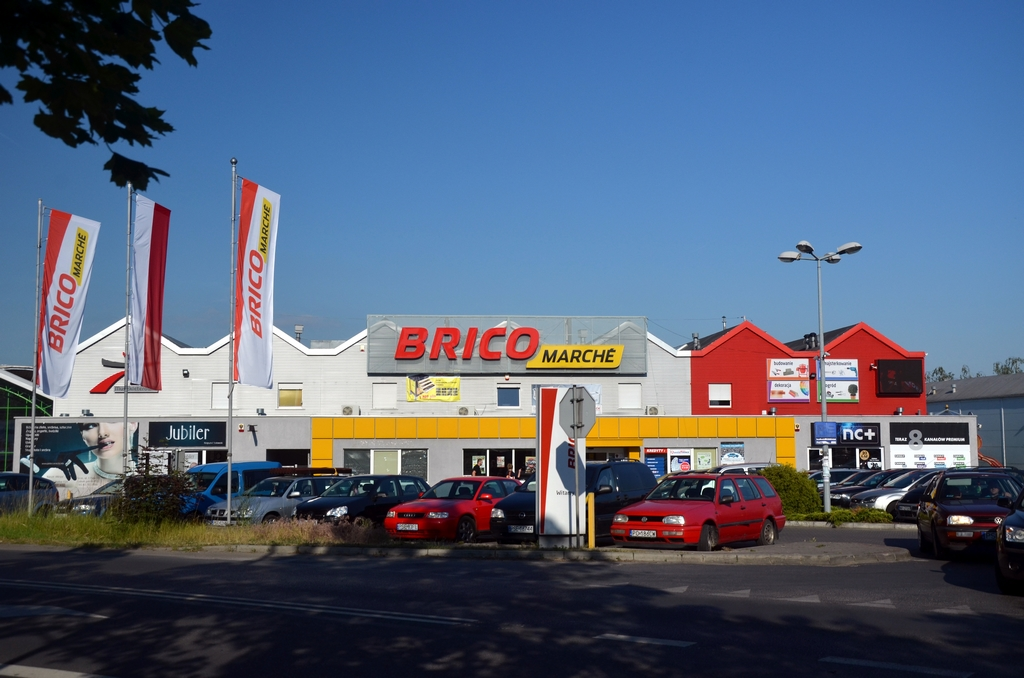
Bricomarché mit ehemaligen Logo, 2015 im polnischen Śrem

Unter Bricomarché, Brico Cash und Bricorama führt man Baumärkte und Gartencenter. Das erste Konzept wurde Bricomarché getauft und ab 1979 eingeführt. 2011 folgte Brico Cash, ein Konzept, das Artikel im Stile eines Lagerhauses vertreibt, um besonders preiswert zu sein. Bei Bricorama handelt es sich um eine französische, ehemalig eigenständige Kette, die 2018 von Les Mousquetaires übernommen wurde. Alle drei Vertriebslinien werden in der Tochtergesellschaft ITM Household Equipment zusammengefasst. Heute (Stand: Oktober 2023) bestehen Bricomarché-Standorte neben Frankreich (474 Märkte) auch in Polen (185 Märkte) und Portugal (51 Märkte).

### Roady
Roady ist als kombinierte Autowerkstatt und Autozubehörladen positioniert. Heute (Stand: Oktober 2023) bestehen Roady-Standorte neben Frankreich (119 Märkte) auch in Portugal (36 Märkte).

Logo von Intermarché
Logo von Netto
Logo von Bricomarché

### Ehemalige Vertriebslinien
Unter dem Namen Ecomarché betrieb Les Mousquetaires Lebensmittelmärkte, die hauptsächlich auf dem Land angesiedelt waren. 2010 wurde der Name zugunsten der eingeführten Intermarché-Sparten verworfen und die Märkte auf Intermarché Compact umgeflaggt. Ebenfalls in ländlichen Gegenden vertreten war Logimarché. Die Kette wurde 1998 gegründet, war zuerst als Fachgeschäftkette für Haushaltsgeräte und Elektroartikel positioniert und wurde später als Baumarktkette neu ausgerichtet. Ab dem 15. Februar 2007 wurde Logimarché auf Bricomarché umgeflaggt. Die Unternehmensgruppe führte ab 1988 unter dem Namen Procomarché eigene Cash & Carry-Märkte. Die Anzahl der Märkte sank zwischen 1995 und Ende 1999 von 36 auf 26. Im Jahr 2000 wurden die restlichen Märkte verkauft oder geschlossen; die Vertriebslinie Procomarché und die Sparte Cash & Carry werden inzwischen nicht mehr fortgeführt. Als Restaumarché bezeichnete Les Mousquetaires ab 1980 eröffnete Restaurants und Bistros. Die Marke wurde 2010 zugunsten Poivre Rouge aufgegeben. Der Name Stationmarché wurde von seiner Gründung im Jahr 1982 bis zur Umflaggung auf Roady im Jahr 2004 für kombinierte Autowerkstätten und Autozubehörläden genutzt. Modemärkte der Unternehmensgruppe wurden als Vêti (zuvor Vêtimarché) bezeichnet. Die Märkte wurden an das Unternehmen Kiabi verkauft und flaggten bis Anfang 2010 auf einen anderen Namen um.